# 하리원
하리원(Hari Won, 1985년 6월 22일 ~ )은 베트남에서 활동하는 대한민국의 가수이자 배우이다.

## 내력
하리원은 1985년 6월 22일 서울특별시에서 태어났다. 대한민국 국적이며 본명은 류에스더이다. 아버지는 베트남 출신이고 어머니는 한국인이다. 초등학교 고학년때부터 중학교까지 호치민 한국인학교를 다녔다. 2001년 대한민국에서 한국인, 일본인, 중국인으로 구성된 4인조 걸그룹 키스로 데뷔하였다. 키스 해체 이후 2003년에 베트남으로 이주했다. 이 후, 베트남의 댄스 오디션인 《틴스 댄스 스텝》에 출연하였다. 2013년, 《어메이징 레이스 베트남》에 출연하면서 인기를 끌게 되었다. 2015년 공개된 《내가 니 할매다》에 주연으로 출연하였다. 이 영화는 《수상한 그녀》의 리메이크 작품이다. 2016년 베트남의 유명 연예인 쩐탄과 결혼하였다. 2017년 7월 8일 KBS1 다큐공감에 출연하여 베트남에서 활동하는 모습이 방영되었다.
- 호치민 한국국제학교 초등부 (졸업)
- 호치민 한국국제학교 중등부 (졸업)
- 경민고등학교(의정부시) (졸업)
- 호치민 인문사회과학대학교 베트남학과 (졸업)